# 高田城

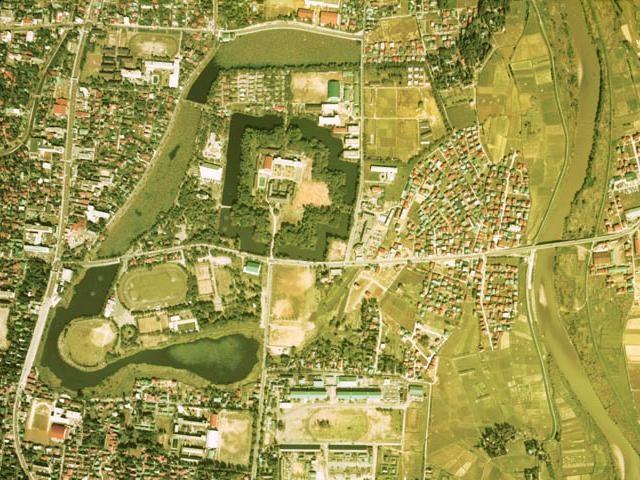
高田城の航空写真（1975年度撮影・国土航空写真）

高田城（たかだじょう）は、新潟県上越市本城（もとしろ）町にあった日本の城。「鮫ヶ城」の別名が市民によく膾炙している。新潟県指定史跡。2017年（平成29年）には続日本100名城に選定された。

## 概要
徳川家康の六男、松平忠輝（長沢松平家）の居城として天下普請によって造られた。忠輝の福島城からの移転は、転封から2年後の慶長17年（1612年）7月の時点で南に移る話があり、慶長19年2月に忠輝が高田へ移ると、3月15日に高田城築城が始まり、7月5日に普請は完了した。城地の縄張りと工事の総監督は忠輝の舅の伊達政宗が勤めた。
高田城は、高田平野にある菩提ヶ原に築かれた平城である。約230メートルから約220メートル四方の本丸を取り巻くように二ノ丸、南に三ノ丸、北に北の丸を配し、関川、青田川などを外堀として利用した。堀は内堀・捨堀・カラ堀と南方の総構である百間堀以外は、関川・青田川・矢代川・儀明川の流路変更と旧河道の流用により構成されている。すべての曲輪に土塁が採用され、石垣は築かれなかった。低湿地に築城されたため排水設備が重視され、難工事の末城地には現在の技術水準から見ても遜色ない暗渠が張り巡らされていた。
普請完了から程なく大坂の陣、そして忠輝の改易が続き、櫓等の作事は殆ど進展せず、高田城唯一の櫓である天守代用の櫓も1624年に入封した松平光長が建てたと見られている。正保元年(1644年)に提出が命じられた『正保城絵図』では二重櫓だが、寛文5年（1666年）の高田地震後の復旧で、3重3階の三重櫓になったと見られる。当時の三重櫓の外観は不明で、江戸城の富士見櫓に似た外観であったと伝えられている。武家屋敷は当時の地図から内郭から外郭へと立ち並んでいたといわれている。城下町は京都に倣い区画が整然としていた。
明治以降、もともと小規模であった城の建造物や周囲の武家屋敷は火災や荒廃、取り壊し、さらに旧陸軍第13師団の駐屯地として使用するために大規模な土塁の撤去、堀の埋め立てが行われたことにより江戸時代の面影は戦前の段階で失われていた。旧城地の東半分は関川の頻繁な氾濫により藩史を通じてほとんど整備されていなかったこともあり、旧状を全くとどめていない。
現在は本丸部分を上越教育大学附属中学校が使用し、残りは西側を公園、東側は県等の公共施設および一般住宅として整備されている。また、戦後の土地開発により、戦中まで残っていた南東部の外堀が埋め立てられている。本丸を含めた西半分には堀、土塁の一部が残されている。

## 歴史・沿革

### 江戸幕府成立以前
- 1595年（文禄04年） - 蒲生騒動により、春日山城の上杉家は新川と東蒲原を交換し越後・佐渡を完全領有した（尾山城の前田家は越中を完全領有。能登・加賀には他領あり）[5]。
- 1598年（慶長03年） - 上杉景勝が会津に移封され、堀秀治が春日山城に入府する。

### 江戸幕府成立以降

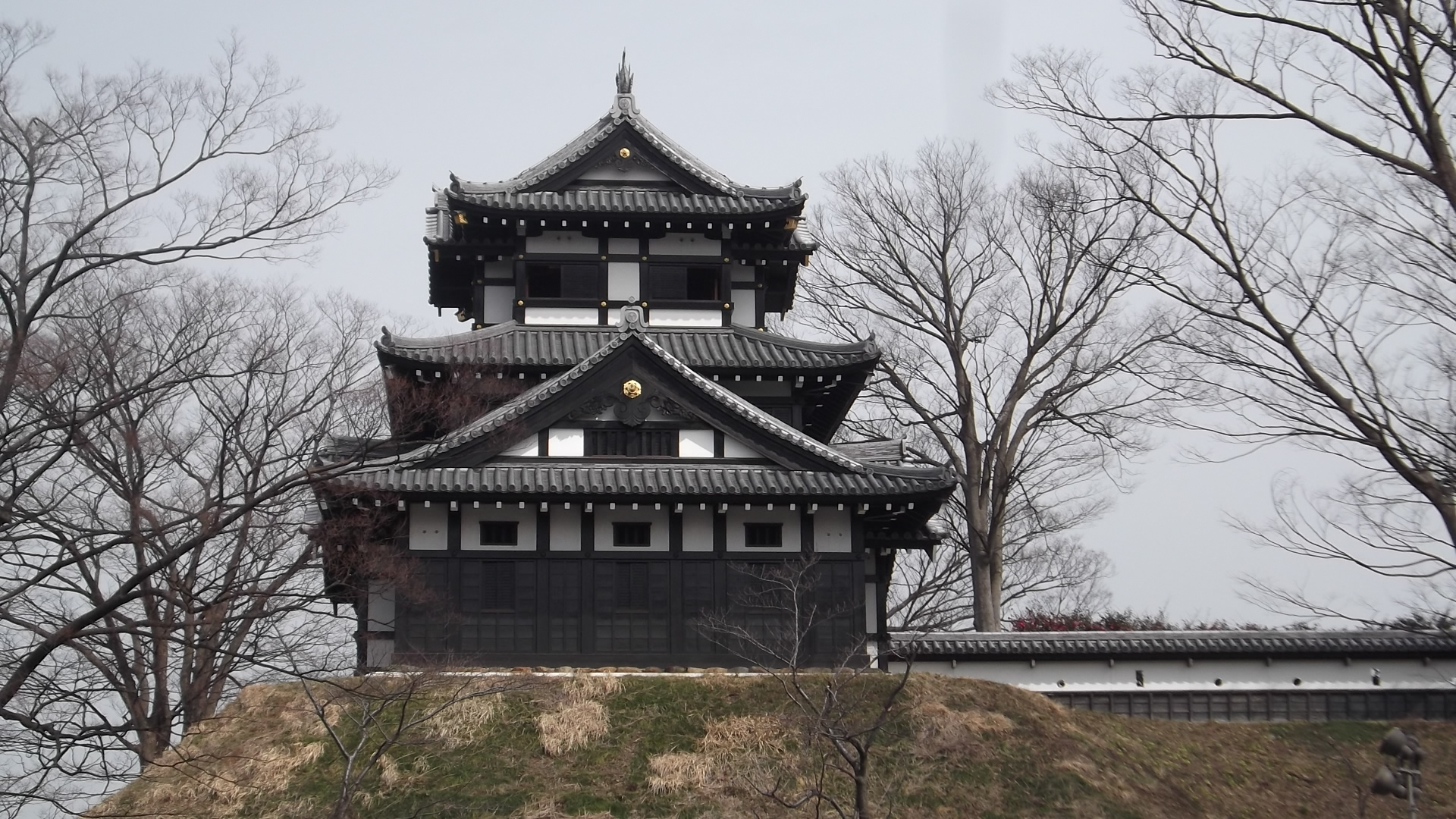
三重櫓（復興）

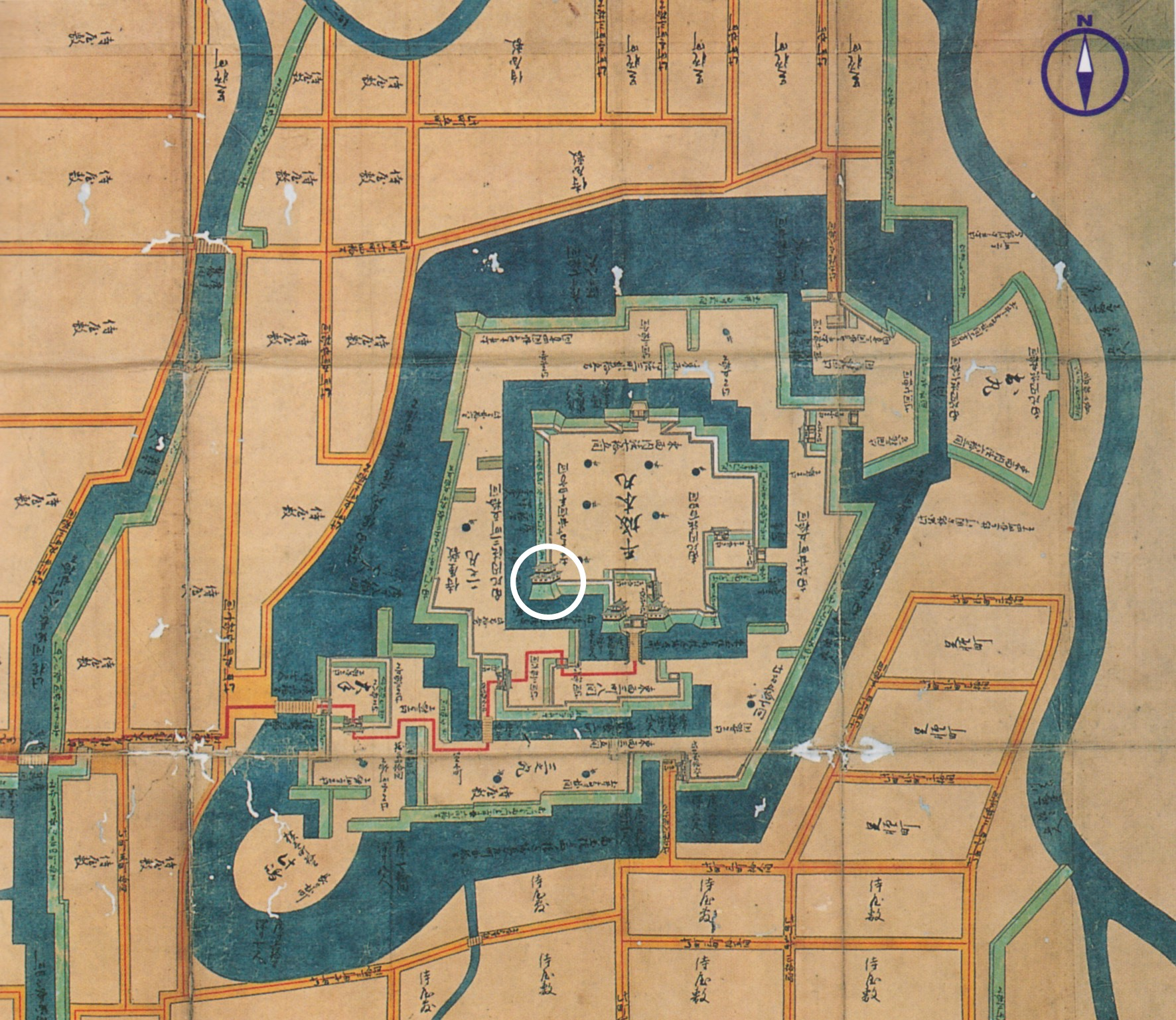
『正保城絵図』

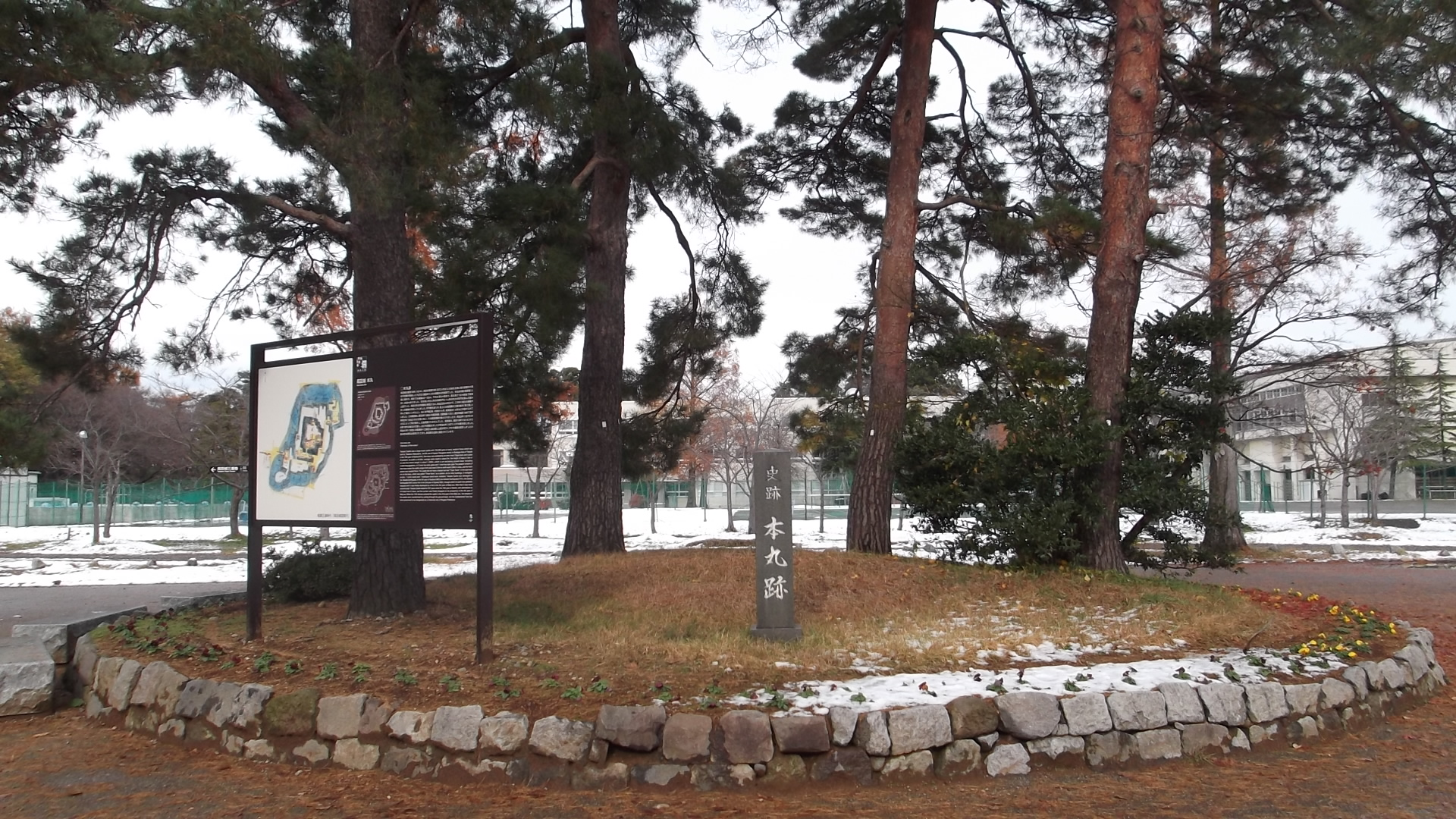
本丸跡（2012年12月撮影）

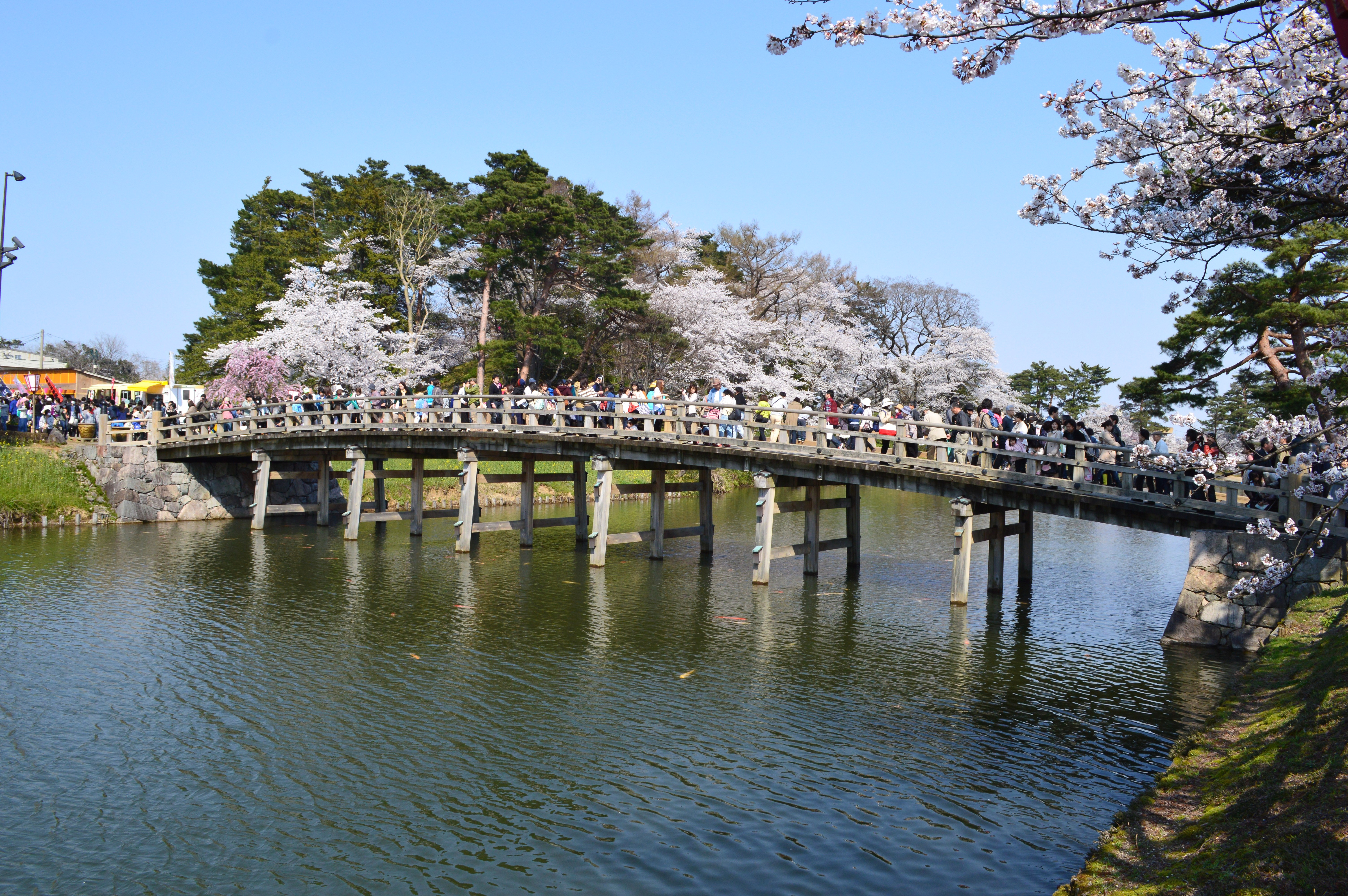
極楽橋

- 1607年 - 堀忠俊が福島城を築き、春日山城は廃城となる（越後福島藩の立藩）。
- 1610年 - 越後福嶋騒動によって堀氏は改易となる。
- 1610年 - 徳川家康の六男、松平忠輝が信濃川中島から福島城に75万石[6]で入封。
- 1614年 - 忠輝が福島城を廃し、高田城を建築（狭義としての高田藩の立藩）。
- 1616年 - 忠輝改易。酒井家次が上野高崎10万石から移封（10万石）
- 1618年 - 家次の子・忠勝が信濃松代に転封。松代藩主松平忠昌が高田25万9千石となる。
- 1623年 - 忠昌、越前福井藩50万石を相続。高田から移動。
- 1624年 - 松平光長が26万石で立藩。
- 1665年 - 高田地震により建造物倒壊。三重櫓を建設。
- 1681年 - 越後騒動により、光長改易。

（この間、幕府直轄。信濃の大名が2人組ずつ1年交代で城代。）
- 1685年 - 稲葉正往が相模小田原10万2千石から移封、10万3千石。
- 1701年 - 稲葉正往、下総佐倉に国替え。佐倉の戸田忠真が交換移封6万8千石。
- 1710年 - 戸田忠真、下野宇都宮に移封。松平定重、伊勢桑名から移封。11万3千石。
- 1741年 - 松平定賢、陸奥白河に移封。
- 1742年 - 榊原政純が播磨姫路から15万石で入封。

創藩当時の高田藩は、親藩の大藩である越前福井藩と共に加賀前田藩を丁度挟む配置である上、日本海側東北地方の外様大名への押さえとして、幕府にとって重要な位置づけとされた。その後、石高の減少や前田家と将軍家も縁戚を重ねるなどしたため、次第にその役割は小さなものとなっていった。
元来気候の厳しい北国であること、松平忠輝の改易や越後騒動など相次ぐ事件の舞台であったことなどによって、幕府や諸大名にとって高田藩は負のイメージを抱かせるものとなり、しばしば親藩、譜代大名で不始末を犯した大名の懲罰的な転封先、いわば流刑地のような位置づけが強くなった。

#### 高田藩後期の大名
稲葉正往
江戸に近い相模小田原城主より転封。同時に京都所司代を罷免された。綱吉を将軍に擁立することを反対した大老酒井忠清派の人物であったため、これを嫌った5代将軍綱吉により粛清された結果である。のち老中に返り咲いた際、江戸に近い下総佐倉に移封された。
戸田忠真
佐倉城主より転封。江戸から極めて近い佐倉城主であったが、戸田氏が幕閣から遠ざかったために、江戸から離れた高田に移された。佐倉城主は幕閣の中枢の譜代大名がしばしば入封するのが例であったため、忠真の父の忠昌が致仕したことにより、領地替えとなった。忠真に対する懲罰と言うより、稲葉正往の佐倉入りに伴い、忠真が弾き出された形に近い。その後、忠真が幕閣で重視されるに伴い、江戸により近く、関東の重要拠点である下野宇都宮に再移封された。
松平定重
桑名城主より転封。些細な経理ミスを犯した藩士の野村増右衛門を斬首し、懲罰は野村の一族にも及んだ。この厳科が5代将軍綱吉の不興を買い、東海道の要所の桑名から高田に転封された。五代のちに松平家は陸奥白河に移封された。
榊原政純
姫路城主より転封。政永の父、榊原政岑が幕府の倹約令を無視した言動を行った。吉原で豪遊し、女郎の高尾太夫を身請けするなどの行動が、倹約令を推し進めていた8代将軍吉宗の怒りを買った。榊原家は幕府の名門ということもあり改易とはならなかったが、政岑は強制隠居・蟄居となり息子政純が相続したが、格の高い姫路城主の地位から越後高田に転封という処分になった。高田に移ってのちの政岑には、名君伝承が残る。

### 明治時代
- 1870年（明治3年）に本丸御殿、三重櫓などを焼失。
- 1873年（明治6年） 廃城令によって存城処分となり焼失しなかった建造物も取り壊された。

1908年（明治41年）、陸軍第13師団の入城時に3000本を超す桜（染井吉野）が植栽され、日本三大夜桜（高田城址公園観桜会）のひとつに数えられる規模となった。また、廃藩置県時には、戊辰戦争や凶作で悪化した高田藩の財政再建や士族授産のために地元の大地主・保阪貞吉が私財を投じて外堀に蓮を植えさせ、蓮根栽培事業が始められた。その後、蓮根栽培は1962年（昭和37年）で中絶したが、開花時期には毎年「上越蓮まつり」が開催されている。蓮研究の第一人者である東京大学農学部教授、大賀一郎が1953年（昭和28年）に調査に訪れた際には、繁殖域の大きさ、育成の状況を「蓮池の規模の大きいことは世界でもまれで、特に紅白入り交じっているのは珍しい」と激賞した。それを聞いた高田市民が“東洋一”と語り伝えて現在に至る。

### 現在
- 新潟県指定史跡[1]。上越市発足20周年記念事業として、焼失した三重櫓を1993年（平成5年）に復興した。
- 2002年（平成14年）、高田城築城時、二の丸から本丸に渡っていた極楽橋が発掘調査の資料をもとに再建された。再建工事中に土中から旧極楽橋の木杭などの遺構が出土した。
- 2017年（平成29年）4月6日、続日本100名城（132番）に選定された。

1870年（明治3年）三重櫓が焼失して以降、城郭は土塁と堀が残るのみであったが、城跡の高田公園（高田城址公園）自体が風光明媚であり市民の憩いの場として、また観光地として、シンボルの復活を望む声があった。これに応える形で上越市が1993年(平成5年）に再建した三重櫓は、外観を松平光長「本丸御殿図絵」、規模を稲葉正通時代の「高田城図間尺」を基にして復興された。内部は鉄骨構造であるが、随所に木材を使用し木質感を再現している。最上階天井は本格的な木組みとしている。1、2階は展示室、3階は展望室として利用されている。
1945年（昭和20年）まで、城の広大な敷地はすべて軍の土地であったが、終戦後は他の公的機関に委ねられた。本丸部分は文部省管轄となり、新潟大学新潟第二師範学校附属中学校（現在の上越教育大学附属中学校）が1951年（昭和26年）からほぼ全域を使用することとなった。西側は高田市に所有権が返還され高田城址公園や市の公共施設が整備された。東側は主に新潟県に所有権が移され、県の出先機関等が建てられた。2025年現在でもこれら戦後の枠組みはそのまま維持されている。

## 石垣がない理由
60万石（一説には75万石）の大名の居城であるにもかかわらず石垣を築かなかった理由としては、
1. 近郊に石垣石として耐え得る石材が産出されなかった。
2. 低湿地の軟弱な地盤が石垣の重量を支えられないと判断された。
3. 大砲や銃器の発達など攻城法の変化により、土塁の方が防御上有利であると判断された。
4. 完工を急いだため石垣工事を省略した。

などの説がある。なお、明治初年に本丸付近を撮影したとする写真（絵葉書）が近年発見されているが、これには石垣が写っている。また現在、城址公園に「本丸御殿の礎石」として保存されている石材の中には、建築物の礎石としては不自然な大きさ・形状のものが含まれており、これらを根拠として、少なくとも本丸には石垣が築かれたのではないかとの説もある。
築城前の慶長18年12月24日付政宗宛江戸老中連判状には、来春の高田築城に関して天守台を石垣で築くことを命じている。

## 遺構・復元施設
- 本丸土塁
- 本丸跡・本丸御殿跡 - 「本丸跡」碑の周囲に石垣があるが、後世に造られたもので遺構ではない。
- 復興天守（三層櫓） - 3重3階の独立式層塔型天守（御三階櫓）。1993年（平成5年）4月2日[11]に7億5000万円かけて再築。春には桜の名所でライトアップも。
- 水堀 - 深さは5メートル程度。夏は蓮の花が見られる。
- 極楽橋 - 二の丸と本丸をむすぶ橋で、築城時に築かれた。2002年（平成14年）に復元。

### 周辺施設・関連資料ほか
- 上越市歴史博物館 - 高田城址公園にある博物館。上杉謙信書状など保管・展示。
- 正保高田城絵図 - 高田城址公園から西の交差点にある、高田郵便局に絵図を載せた「絵図で探る高田の城下町」案内板。
- 越後上越 三城物語 - 旧・直江津市にある福嶋城石垣の左のパネルに春日山城・福嶋城とともに復元図が描かれる。
- 小林古径記念美術館 - 築家吉田五十八が設計した国の登録有形文化財「小林古径邸」。

## 支城
- 飯山城（信濃国水内郡） - 長沢松平家[12]高田藩の川中島統治の支城。重臣の皆川広照が入る。
- 松代城（信濃国埴科郡） - 同高田藩。重臣の花井吉成が入る[13]。
- 糸魚川城（越後国頚城郡） - 長沢松平家・越前松平家[14]高田藩の西頚城統治の支城。のちの清崎松平家（清崎藩）の糸魚川陣屋はより海に近い。

## 交通
「高田城址公園#アクセス」を参照。